# Кносп, Мартин
Мартин Кносп (нем. Martin Knosp; 7 октября 1959 года, Ренхен, земля Баден-Вюртемберг, ФРГ) — немецкий борец вольного стиля, чемпион мира и Европы, серебряный призёр Олимпийских игр 1984 года.

Старший брат немецкого борца Эрвина Кноспа.

## Спортивная карьера
- Чемпион мира (1981), серебряный призёр чемпионата мира (1979), бронзовый призёр чемпионата мира (1983).
- Чемпион Европы (1980, 1982), серебряный призёр чемпионатов Европы (1979, 1984), бронзовый призёр чемпионатов Европы (1983, 1985).
- Серебряный призёр Олимпийских игр 1984 года в Лос-Анджелесе. См. таблицу турнира.
- Серебряный призёр турнира Суперчемпионат мира (1985).
- Чемпион ФРГ (1977, 1978, 1979, 1980, 1981, 1982, 1983, 1984, 1985, 1986), серебряный призёр чемпионата ФРГ (1975).
- Чемпион Европы среди молодёжи (1978).
- Бронзовый призёр чемпионата мира среди юниоров (1977).
- Чемпион ФРГ среди юниоров (1976, 1977, 1978, 1979), серебряный призёр чемпионата ФРГ среди юниоров (1975).[1]

## Видео
Олимпийские игры 1984, вольная борьба, до 74 кг, финал: Дейв Шульц (США) — Мартин Кносп (ФРГ)